# کلیدهای بهشت

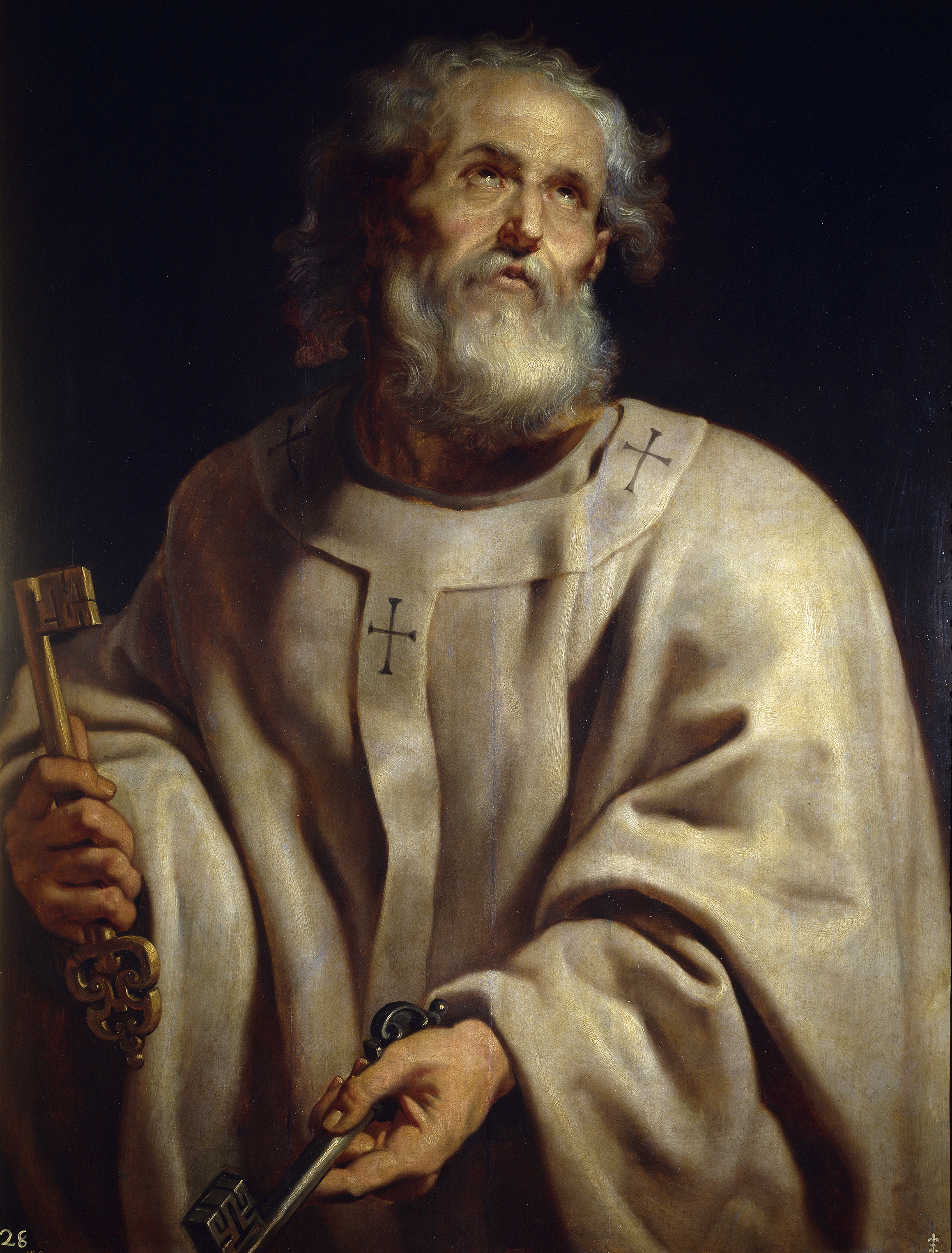
سنت پیتر در نقش پاپ؛ در اینجا با پالیوم (یک لباس کلیسایی در کلیسای کاتولیک) و کلیدهای بهشت نشان داده شده است.

کلیدهای روی هم در نشان سریر مقدس نمادی از کلیدهای بهشت هستند.

در نشان‌شناسی کلیسایی، نشان پاپ (نشان‌های هر پاپ) و سریر مقدس و واتیکان شامل تصویری از کلیدهای روی هم هستند که نماد کنایی کلیدهای دفتر پطرس قدیس، کلیدهای بهشت، یا کلیدهای پادشاهی بهشت، هستند که بنا بر تعالیم کاتولیک رومی، عیسی آن را به پطرس وعده داده، و او را قادر می‌سازد منع کند و آزاد کند. در انجیل متی 16:19، عیسی به پطرس می‌گوید، «من کلیدهای ملکوت خدا را در اختیار تو (پطرس) می‌گذارم تا هر دری را بر روی زمین بگشایی در آسمان نیز گشوده شود و هر دری را بر روی زمین ببندی، در آسمان بسته شود.»